# 普瑞德威利症候群
普瑞德-威利症候群（英語：Prader-Willi syndrome，縮寫：PWS），俗稱小胖威利症，是一種肇因於特定基因功能喪失的遺傳性疾病。新生兒患者會出現包括肌肉無力、進食不良及發育遲緩的症狀。患者從童年開始即會不斷地有飢餓感，並常因過度進食而導致肥胖和第2型糖尿病，也常伴隨著輕至中度的智力障礙和行為異常問題。患者在外觀上常見前額狹窄、手腳短小、身高矮小、淺膚色等特徵，且無法生育。
統計顯示約74％的患者的父系染色體有部分缺失，另25％的患者則是出現2條母系染色體，但無父系染色體。因為母親的15號染色體有部分功能是關閉的，故患者最後獲得的基因無法發揮作用。此症通常不會遺傳，而是在卵子、精子或胚胎早期發育的過程中發生突變，目前沒有已知的風險因子。育有罹患此症子女的父母下一胎再生下相同子女的機率不到1％。天使綜合症（Angelman syndrome）的致病機制與此症相似，是自母親處遺傳了有缺陷的15號染色體，或是直接從父親處遺傳到了2條15號染色體。
此症無法治癒。但接受治療可以改善病情，尤其是早期發現早期治療。新生兒患者的餵食困難可以使用餵養管輔助，3歲開始即需接受長期的嚴格飲食控制以及運動課程，使用生長激素也有助改善預後。接受諮詢和藥物治療可能有助於解決患者的部分行為問題。患者成年後，通常需要居住在相關的照護機構內。
在美國，約每1至3萬人中有一人罹患此症，男女患者的比例相同。此症的名稱取自Andrea Prader、Heinrich Willi及Alexis Labhart等3名瑞士兒科醫生的姓名，他們在1956年詳述了此症。而更早的記錄則是在1887年由英國兒科醫生約翰·朗頓·唐（John Langdon Down）所寫下。

## 成因
此症病因肇因於15號染色體印跡基因區的基因缺陷，且此基因缺陷來自父親，或同時擁有兩條來自母親的15號染色體。若此基因缺陷來自母親，又或者兩條15號染色體皆來自父親，則會造成天使人症候群（Angelman's syndrome）。

## 症狀
患有此症的人外型特徵包括髮色較淡、杏仁眼、發展遲緩、性功能發育不全等。從嬰幼兒期就有體溫調節差的問題，容易發燒，容易併發喉頭軟化症。且因為無法控制飲食，也容易有身體過度肥胖，併發血糖過高、酮酸中毒等疾病。

### 出生時
出生時，此些嬰兒比一般嬰兒更常寤生或透過剖宮產出生。患有此症的嬰兒皮膚較為蒼白，且有肌肉低張力與手掌、腳掌較小的現象，男性可能出現雙側隱睪。由於吸吮有些困難，因此在一歲前，此症嬰兒較正常嬰兒瘦弱。

### 兩歲後
肌肉低張力較為改善，但是開始產生此症的典型症狀─拼命地吃，無法取得飽足感，且會產生情緒不穩的現象。儘管此症的兒童擁有正常的語言能力，但是實質智能較一般人低（一般人平均IQ為100，此症患者平均為70）。

## 其他事項
小胖威利變異的染色體為15q11-q13，日-月-年的日期寫法正好是15/11/13，所以國際小胖威利協會將這一天訂為「小胖威利國際宣導日」，百年才一次。